# بافل ريتشيتسكي
بافل ريتشيتسكي (بالتشيكية: Pavel Rychetský)‏ (ولد في 17 أغسطس 1943) محامي وسياسي سابق تشيكي وعضو في البرلمان التشيكي.
وهو ثالث رئيس للمحكمة الدستورية في جمهورية التشيك. وافق مجلس الشيوخ على تعيينه في 16 يوليو 2003، وأدى القسم في 6 أغسطس 2003 أمام الرئيس فاتسلاف كلاوس، وأعيد تعيينه في عام 2013 في عهد الرئيس ميلوش زيمان.